# علی قاسم مشاری
علی قاسم مشاری (عربی: علي قاسم مشاري؛ زادهٔ ۲۰ ژانویهٔ ۱۹۹۴) بازیکن فوتبال اهل عراق است.
از باشگاه‌هایی که در آن بازی کرده‌است می‌توان به باشگاه ورزشی دهوک و باشگاه ورزشی الزورا اشاره کرد.
وی همچنین در تیم‌های ملی فوتبال زیر ۲۳ سال عراق، و عراق بازی کرده‌است.